# علی‌اصغر صائم کاشانی
سیّدعلی‌اصغر صائم کاشانی یا به اختصار صائم کاشانی از غزلسرایان و شاعران و نویسندگان معاصر ایران است.

## زندگی‌نامه
صائم کاشانی در ۱ دی ۱۳۳۱ در شهر کاشان به دنیا آمد. وی از دوران کودکی قریحه ادبی داشت به گونه‌ای که از سال سوم ابتدایی به سرودن شعر روی آورد. وی در دوران پهلوی جوانی اهل ادب بود و از فعالان عرصه شعر و ادب پارسی به‌شمار می‌آمد. صائم در اواخر دوره پهلوی شعرهای روشنگرانه‌ای سرود که موجب دستگیری وی شد.
وی حدود شصت سال است که به سرودن شعر، نویسندگی و تحقیق مبادرت می‌ورزد و علاوه بر مسئولیت‌های فرهنگی، سال‌ها به تدریس ادبیات در کلاس‌های فوق برنامهٔ دانشگاه‌ها و دیگر مراکز فرهنگی و ادبی پرداخته‌است.
صائم کاشانی در سال ۱۳۶۴ به تأسیس انجمن ادبی سخن کاشان همّت گمارد و تا کنون مسئولیت و ادارهٔ این انجمن را که یکی از کوشاترین مجامع ادبی کشور است، عهده‌دار بوده و می‌باشد.
مجموعه شعرهای صائم کاشانی شانزده جلد و آثار تحقیقی و ادبی وی شصت و دو اثر است که در مجموع به هفتاد و هشت اثر می‌رسد.

## آثار و تألیفات
از آثار صائم کاشانی علاوه بر درج صدها شعر، مقاله و مصاحبه‌های ادبی در نشریات و سایت‌های اینترنتی می‌توان بدین موارد اشاره داشت:
مجموعه شعرها
- فصل‌ها و یادها
- شکوفه‌های انقلاب
- شکار ستاره
- بلور اشک
- دیوان عشق
- آهنگ پای گل
- فروغستان عشق «اشعار آیینی»
- دست در آغوش سکوت «اشعار سپید و نیمایی»
- خدا کند که بیایی «غزل‌های مهدوی» / زمستان ۱۳۸۸
- خدا کند که بیایی / بهار ۱۳۸۹
- دریای عطش «اشعار عاشورایی»
- دل هست اینجا کبوتر «اشعار رضوی» (کتاب منتخب سال ۹۰) از سوی بنیاد بین‌المللی پژوهش‌های آستان قدس رضوی
- بر زلف کرشمه «مجموعه رباعیات»
- عاشقانه‌ها
- بر دوش آفتاب
- شاعر گل‌های سرخ (آمادهٔ چاپ)

کتب و رسالات تحقیقی
- رسالهٔ اقسامِ شعر پارسی
- سیری در رباعیات حکیم افضل الدین محمّد مرقی
- عرفان در شعر شهریار
- خورشید علم
- گاهنامهٔ سخن (شماره ۱)
- گاهنامهٔ سخن (شماره ۲)
- خورشید سرایان
- بهار سخن
- مینای سخن
- خورشید سخن
- خانهٔ دوست کجاست؟ (کتابی جامع دربارهٔ اشعار و زندگی سهراب سپهری که تا کنون به چاپ یازدهم رسیده‌است)
- تأثیر مشروطه بر ادبیات و پیدایش شعر نو
- از دادائیسم تا پست مدرن
- شرحی بر احوال ریاضیدانان جهان
- محتشم پدر شعر آیینی
- خورشید اردهال
- سیری در ادبیات فارسی
- سیری در صناعات ادبی
- نقدی کوتاه بر غزل معاصر
- پیشینهٔ ترانه‌سرایی در ادب پارسی
- سیری در هنر خوشنویسی

## نمونه شعر
چشم اهورایی
| می‌خواستم که در تو شکوفا شوم، نشد |  | در باغِ عشق، همدمِ گل‌ها شوم نشد   |
| می‌خواستم چو واژه به قاموسِ عاشقی  |  | با یک نگاهِ مهرِ تو معنا شوم نشد  |
| می‌خواستم به سانِ نسیمِ سحرگهی      |  | در کوچه باغِ زلفِ تو پیدا شوم نشد |
| می‌خواستم به ساحلِ آرام یاد تو     |  | همپای موج، غرقِ تماشا شوم نشد    |
| می‌خواستم چو قامتِ خورشیدِ صبحگاه   |  | گرم از فروغِ آن رُخِ زیبا شوم نشد  |
| می‌خواستم ز حالِ تو ای نوبهارِ عشق  |  | در کوچه سارِ خاطره جویا شوم نشد  |
| می‌خواستم دو چشمِ اهورایی تو را    |  | آیینه دارِ غمزه و ایما شوم نشد   |
| می‌خواستم به مسجدِ چشمانِ نازِ تو    |  | صائم شوم، زلالِ تمنّا شوم نشد     |

تار عشق
| امشب به تارِ عشقِ من، گلنغمه ای دیگر بزن    |  | شوری به پا کن از طرب، یک پرده بالاتر بزن  |
| ای ساقیِ فرخنده جان! امشب به بزمِ عاشقان    |  | با ساغری آتش‌فشان، آتش به خشک وتر بزن      |
| مینو اگر خواهی چو من، با یادِ آن سیمین بدن |  | بشکن بزن، بالا بزن، مینا بزن، ساغر بزن    |
| با نغمهٔ تن‌تن تتن، ای مطربِ شیرین‌دهن!       |  | رقصی بکن، سازی بزن، بر جانِ غم آذر بزن     |
| ای زاهدِ دور از خدا، امشب بیا در بزمِ ما    |  | با یادِ آن دیرآشنا، خود را به بام و در بزن |
| خواهی اگر وصل نگار، دِیر و حرم را واگذار   |  | از نرگسِ چشمانِ یار، پیمانهٔ باور بزن        |
| از مهرِ والای ولی، مینای دل کن منجلی       |  | هو یا علی، هو یا علی، می از کفِ حیدر بزن   |
| سرمست جامش دائم ام، شیدایی او صائم ام     |  | بر عشقِ ساقی قائم ام، با من می از کوثر بزن |

انگورهای باغِ غزل